# Xã Spruce, Quận Roseau, Minnesota
Xã Spruce (tiếng Anh: Spruce Township) là một xã thuộc quận Roseau, tiểu bang Minnesota, Hoa Kỳ. Năm 2010, dân số của xã này là 573 người.